# Janet L. Jacobs
Janet Liebman Jacobs (nascida em 1948) é uma socióloga estadunidense especializada em gênero e religião. A pesquisa de Jacobs discute o papel da mulher, a etnia, a religião e a psicologia social do gênero. É autora de seis livros, incluindo o Hidden Heritage: The Legacy of the Crypto-Jews, com o qual ganhou o prêmio de livro de destaque da Sociedade para o Estudo Científico da Religião, e Memorializing the Holocaust: Gender, Genocide and Collective Memory.
Jacobs é atualmente professora de Sociologia e de Estudos das Mulheres e Gênero na Universidade do Colorado, e ela dirige o programa especial da Universidade do Colorado. Ela é doutora pela Universidade de Colorado, em 1985.

## Livros
- Janet Jacobs (2010). Memorializing the Holocaust: Gender, Genocide and Collective Memory. [S.l.]: I.B.Tauris. pp. 5–. ISBN 978-0-85771-811-2
- Janet Liebman Jacobs (2002). Hidden Heritage: The Legacy of the Crypto-Jews. [S.l.]: University of California Press. ISBN 978-0-520-23346-1
- Jacobs, Janet (1997). Religion, Society and Psychoanalysis. [S.l.]: Westview Press. Consultado em 14 de dezembro de 2016. Arquivado do original em 20 de dezembro de 2016
- Jacobs, Janet (1995). William James: The Struggle for Life. [S.l.]: Princeton University Monograph. ISBN 1882380029
- Jacobs, Janet (1994). Victimized Daughters: Incest and the Development of the Female Self. [S.l.]: Routledge. ISBN 978-0-415-90626-5
- Jacobs, Janet (1989). Divine Disenchantment: Deconversion from New Religious Movements. [S.l.]: Indiana University Press. ISBN 978-0253323965

## Prêmios e Atividades Profissionais
Jacobs apresentou a palestra honorífica Furfey intitulada "Espaço Sagrado e Memória Coletiva: Lembrando o Genocídio como Local do Terror" e foi premiada com a Hazel Barnes na Universidade do Colorado em 2005. Ela também foi condecorada com o prêmio de livro de destaque da Sociedade para o Estudo Científico da Religião por seu Hidden Heritage: The Legacy of the Crypto-Jews. Em 2000, Jacobs foi agraciada com o prêmio de Estudos de Gênero pela Associação de Sociologia da Religião.